# Edgar Rowie
Théophile Edgard (Edgar) Rowie (Zittert-Lummen, 29 juni 1900 - onbekend) was een Belgische politicus voor de Liberale Partij en de Partij voor Vrijheid en Vooruitgang.

## Levensloop
Als schepen van Schone Kunsten in het in 1939 geïnstalleerd bestuur van Tienen was Rowie samen met toenmalig stadsarchivaris Jan Wauters de bezieler voor de oprichting van het 'Folkloristisch en Oudheidkundig Museum' in de voormalige kapel van het Tiense weeshuis. Het museum was echter geen lang leven beschoren en werd ontruimd na de bombardementen op het stedelijk gasthuis op 25 mei 1944. In 1992 kreeg het museum een opvolger met de oprichting van het stedelijk museum 'Het Toreke'.
In 1955 volgde hij Georges Dupont op als burgemeester van Tienen, een functie die hij uitoefende tot 1961 toen hij werd opgevolgd door Leon Lontie. Onder zijn bestuur werd op 12 februari 1956 de stadsreus Tiske in het bevolkingsregister ingeschreven. Vervolgens werd Rowie gedeputeerde van de provincie Brabant. Hij moest echter ontslag nemen na een veroordeling wegens misbruik van overheidsmiddelen.
In 2015 verscheen het boek Gevallen Engelen van Paul Kempeneers. Het boek bevat een tekst opgesteld in 1944 door Edgar Rowie over de gemoedsgesteldheid van de verfranste burgerij en de collaboratie van onder andere oorlogsburgemeester Marcel Engelen tijdens de Duitse bezetting in de Tweede Wereldoorlog.
Beroepshalve was Rowie apotheker.